# Opinieblad
Een opinieblad is een regelmatig verschijnende publicatie waarin een eigen (politieke) opinie tot uitdrukking wordt gebracht dan wel geprobeerd wordt de meningsvorming van de lezers te stimuleren.

## Weekbladen
Opiniërende tijdschriften die wekelijks in Nederland uitkomen, zijn:
- EW (voorheen Elsevier)
- De Groene Amsterdammer

In het verleden verschenen ook andere opinieweekbladen, die inmiddels zijn opgeheven of in een lagere frequentie verschijnen zoals:
- Hervormd Nederland (1945-2002)
- De Nieuwe Linie (1963-1982)
- Accent (1968-1978)
- Nieuwsnet (1979-1980)
- Haagse Post (1914-1990; opgegaan in HP/De Tijd)
- Forum (1990-1991)
- Opinio (2007-2008)
- De Tijd (1974-1990; opgegaan in HP/De Tijd)

In het Nederlandstalige deel van België wordt de rol van opinieweekblad vervuld door:
- Humo
- Knack
- Tertio

## Maandbladen
In Nederland:
- HP/De Tijd
- Vrij Nederland

## Onregelmatig verschijnend
In Nederland:
- Maarten!
- Optimist

## Oplage en bereik
| Jaar | EW (voorheen Elsevier) | EW (voorheen Elsevier)     | De Groene Amsterdammer | De Groene Amsterdammer     | Vrij Nederland | Vrij Nederland             | HP/De Tijd   | HP/De Tijd                 |
| Jaar | Print oplage           | Print en digi- taal bereik | Print oplage           | Print en digi- taal bereik | Print oplage   | Print en digi- taal bereik | Print oplage | Print en digi- taal bereik |
| ---- | ---------------------- | -------------------------- | ---------------------- | -------------------------- | -------------- | -------------------------- | ------------ | -------------------------- |
| 1980 | 136.200                |                            | 17.066                 |                            | 111.857        |                            | 90.408       |                            |
| 1991 | 118.008                |                            | 12.918                 |                            | 92.303         |                            | 42.420       |                            |
| 2001 | 131.390                |                            | 12.820                 |                            | 53.669         |                            | 31.014       |                            |
| 2011 | 124.377                |                            | 18.422                 |                            | 45.534         |                            | 19.696       |                            |
| 2022 | 42.810                 | 151.000                    | 27.362                 | 81.000                     | 13.174         | 59.000                     | Onbekend     | Onbekend                   |